# 本尼·科尔贝里
本尼·科尔贝里（瑞典語：Benny Kohlberg，1954年4月17日—），瑞典男子越野滑雪运动员。他曾代表瑞典参加1980年和1984年冬季奥林匹克运动会越野滑雪比赛，获得一枚金牌。